# Юлиан (викарий Рима)
Юлиан (лат. Iulianus) — римский политический деятель второй половины IV века.
О биографии Юлиана сохранилось мало данных. В 360 году он занимал должность викария Рима. По сообщению римского историка Аммиана Марцеллина, Юлиан был убит в 362 году, поскольку являлся сторонником умершего к тому времени императора Констанция II.